# Anna Brandt (Handballspielerin)
Anna Brandt (geboren am 25. November 1974 als Anna Osiakowska in Polen) ist eine deutsche Handballspielerin.

## Vereinskarriere
Die 1,78 Meter große Spielerin wurde auf der Position linker Rückraum eingesetzt.
Sie spielte beim TSV GutsMuths Berlin, von 2002 bis 2005 bei Borussia Dortmund und von 2005 bis 2009 bei TV Beyeröhde. Ende 2009 nahm sie ihren Abschied vom professionellen Handball. Später war sie noch beim DJK Westfalia Welper aktiv.
In 120 Bundesliga-Spielen erzielte sie 521 Tore, dazu auch 98 Tore in 18 DHB-Pokal-Spielen und 130 Tore in 37 Europacup-Spielen. Mit dem Team aus Dortmund gewann sie den DHB-Pokal und den Europapokal.

## Nationalmannschaft
Sie stand im Aufgebot der deutschen Juniorinnenauswahl des Deutschen Handballbundes bei der IX. Juniorinnen-Weltmeisterschaft 1993. Mit der deutschen Nationalmannschaft nahm sie an der Weltmeisterschaft 1997 teil, bei der sie in drei Spielen neun Tore zum Erfolg der Mannschaft, dem dritten Platz, beisteuerte. Insgesamt lief sie in 50 Länderspielen für das deutsche Team auf.

## Privates
Anna Brandt ist als Lehrerin tätig. Ihre Tochter Vanessa Brandt spielt ebenfalls Handball.